# Oberscheinfeld
Oberscheinfeld – gmina targowa w Niemczech, w kraju związkowym Bawaria, w rejencji Środkowa Frankonia, w regionie Westmittelfranken, w powiecie Neustadt an der Aisch-Bad Windsheim, wchodzi w skład wspólnoty administracyjnej Scheinfeld. Leży w Steigerwaldzie, około 20 km na północny zachód od Neustadt an der Aisch.

## Dzielnice
W skład gminy wchodzą następujące dzielnice: 
| - Oberscheinfeld - Appenfelden - Herper - Herpersdorf - Herrnberg | - Krettenbach - Lohmühle - Mannhof - Oberambach - Oefelesmühle | - Prühl - Prühlermühle - Schloßmühle - Schönaich - Schönaichermühle | - Seufertshof - Stierhöfstetten - Ziegelhütte - Ziegelmühle |

## Polityka
Rada gminy składa się z 12 członków:
- CSU 4 miejsca
- Wolni Wyborcy 4 miejsca
- Wspólnota Wyborców Prühl 2 miejsca
- Wolna Wspólnota Wyborców Appenfelden 1 miejsce
- Lista Wyborcza Oberambach-Herpersdorf 1 miejsce

## Zabytki i atrakcje
- ruiny zamku Scharfeneck
- Kościół pw. św. Gawła (St. Gallus)